# 庫里金卡火山

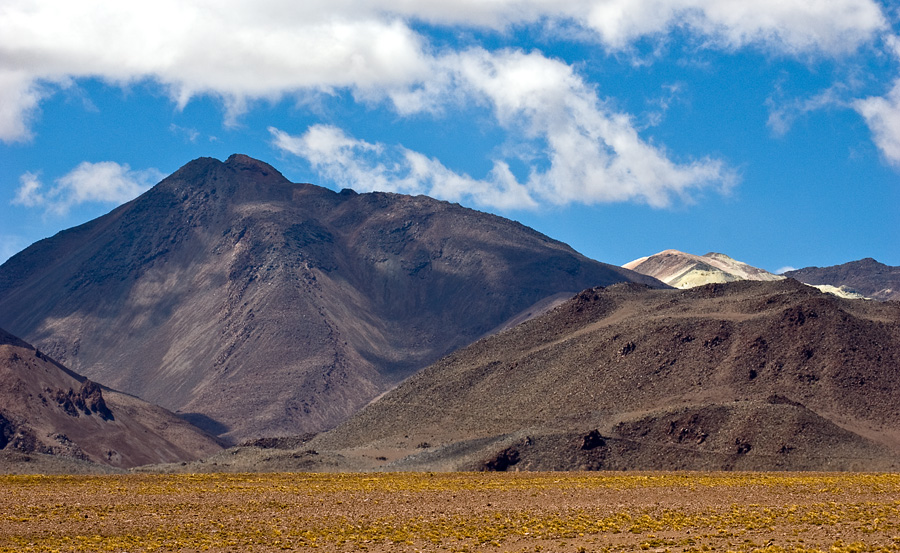

22°35.834′S 67°51.680′W / 22.597233°S 67.861333°W
庫里金卡火山（西班牙語：Volcán Curiquinca），是智利的火山，位於科羅拉多山以東和埃斯卡蘭特山東北面，屬於安第斯山脈中塞雷卡布爾火山群的一部分，海拔高度5,722米。